# Guido Reybrouck
Guido Reybrouck (Bruges, 25 de desembre de 1941) va ser un ciclista belga que fou professional entre 1964 i 1973, en què aconseguí més de 70 victòries. Aconseguí victòries d'etapa a les tres grans voltes, sis al Tour, quatre a la Vuelta i tres al Giro. També guanyà nombroses clàssiques, entre elles tres edicions de la París-Tours, una Amstel Gold Race i un Campionat de Zúric. També guanyà dues etapes de la Volta a Catalunya
És el germà gran del també ciclista Wilfried Reybrouck i cosí de Gustave Danneels.

## Palmarès
- 1964
  - 1r de la París-Tours
  - 1r del Campionat de Zúric
  - Vencedor d'una etapa del Tour de Loir i Cher
- 1965
  - 1r de la Kuurne-Brussels-Kuurne
  - Vencedor de 2 etapes al Tour de França
  - Vencedor d'una etapa de la Volta a Bèlgica
- 1966
  -  Campió de Bèlgica en ruta
  - 1r de la París-Tours
  - Vencedor d'una etapa del Tour de França
- 1967
  - 1r a l'Elfstedenronde
  - Vencedor de 2 etapes del Tour de França
  - Vencedor de 2 etapes de la París-Niça
  - Vencedor d'una etapa de la Volta a Espanya
- 1968
  - 1r de la París-Tours
  - 1r al Circuit des frontières
  - Vencedor de tres etapes del Giro d'Itàlia
  - Vencedor de dues etapes de la Setmana Catalana
  - Vencedor d'una etapa de la Volta a Catalunya
  - Vencedor d'una etapa del Giro a Sardenya
  - Vencedor d'una etapa de la París-Luxemburg
- 1969
  - 1r de l'Amstel Gold Race
  - Vencedor d'una etapa del Tour de França
  - 1r de la Barcelona-Andorra (etapa de la Setmana Catalana)
- 1970
  - Vencedor d'una etapa de la París-Niça
  - 1r de la classificació per punts i de la combinada de la Volta a Espanya i vencedor de 3 etapes
- 1971
  - 1r al Gran Premi Marcel Kint
  - Vencedor d'una etapa del Giro de Sardenya
  - Vencedor d'una etapa de la Tirrena-Adriàtica
  - Vencedor d'una etapa de la Volta a Catalunya
- 1972
  - Vencedor de dues etapes de la Volta a Llevant
- 1973
  - Vencedor d'una etapa del Tour de l'Oise

### Resultats al Tour de França
- 1965. 54è de la classificació general. Vencedor de 2 etapes
- 1966. 53è de la classificació general. Vencedor d'una etapa
- 1967. 42è de la classificació general. Vencedor de 2 etapes
- 1969. 77è de la classificació general. Vencedor d'una etapa
- 1971. Abandona (9a etapa)
- 1972. Abandona (12a etapa)

### Resultats al Giro d'Itàlia
- 1964. 88è de la classificació general
- 1968. 52è de la classificació general. Vencedor de 3 etapes
- 1969. Abandona
- 1970. Abandona

### Resultats a la Volta a Espanya
- 1967. Abandona. Vencedor d'una etapa
- 1970. 49è de la classificació general. Vencedor de 3 etapes. 1r de la classificació per punts i de la combinada